# 노이슈트렐리츠-바르네뮌데선
노이슈트렐리츠-바르네뮌데선(독일어: Bahnstrecke Neustrelitz–Warnemünde)은 독일 메클렌부르크포어포메른주의 노이슈트렐리츠와 로스토크(바르네뮌데)를 연결하는 전철화된 간선 철도 노선이다. 철도 노선 건설과 초기 운영을 담당했던 독일-노르딕 로이드(Deutsch-Nordischer Lloyd)에서 따 온 로이드 철도(독일어: Lloydbahn)로 불리기도 한다. 영업 거리는 약 130 km이다.